# Sóller
Sóller [ˈsoʎə] (mallorquinisch: [ˈsojə], im lokalen Dialekt auch [ˈsoə]) ist eine Gemeinde auf der spanischen Baleareninsel Mallorca. Das Gemeindegebiet liegt großenteils in einem von Zitrusplantagen und Olivenhainen ausgefüllten Talkessel in der Serra de Tramuntana im Nordwesten der Insel. Mit seiner mittelalterlich anmutenden Altstadt, einer historischen Straßenbahn und dem Botanischen Garten ist der Hauptort Sóller ein viel besuchtes touristisches Ausflugsziel.

## Geographie
Das Gemeindegebiet erstreckt sich über 43 km² und grenzt im Talkessel an die Gemeinde Fornalutx an.

### Stadt Sóller
Die Kleinstadt Sóller ist der Verwaltungssitz der gleichnamigen Gemeinde. Der Ortskern liegt drei Kilometer landeinwärts der Küste. Mit dem Ortsteil Port de Sóller verfügt Sóller über einen direkten Zugang zum Mittelmeer. Die Hauptstadt Palma ist rund 34 Kilometer entfernt.

### Orte der Gemeinde
2024 hatte die Gemeinde 13.744 Einwohner. 2006 betrug der Ausländeranteil 15,3 % (1.960 Personen), der Anteil deutscher Einwohner 3,1 % (401).
Zur Gemeinde Sóller gehören folgende Orte:
- Alconàsser (3 / 3 Einwohner)
- Biniaraix (146 / 513 Einwohner)
- L’Horta (429 / 1582 Einwohner)
- Port de Sóller (2377 / 2837 Einwohner)
- Sóller (7223 / 8690 Einwohner)

Die Einwohnerzahlen in Klammern stammen vom 1. Januar 2008. Die erste Zahl gibt dabei die Einwohner der geschlossenen Ortschaften an, die zweite Zahl die Einwohner der Orte einschließlich der hinzu zu rechnenden „verstreut“ lebenden Bevölkerung außerhalb der eigentlichen Siedlungen. (Quelle: INE)

### Klima
In Sóller werden das ganze Jahr über Niederschläge registriert. Der trockenste Monat ist der Juli mit durchschnittlich 8,8 l/m². Im Oktober verzeichnet man die höchste Niederschlagsmenge.

## Geschichte
Die ältesten Funde im Gebiet von Sóller wurden in der Höhle San Matja gemacht. Es handelt sich dabei um die 7000 Jahre alten Knochen der von mesolithischen Jägern erlegten, inzwischen ausgestorbenen Ziegenart Myotragus balearicus. Von der neolithischen Einwanderung, die um 3000 v. Chr. einsetzt, war die Gebirgsregion nur am Rande betroffen.
Sóller – im Tal des Goldes – auf einer Insel, die außer bescheidenen Braunkohlevorkommen keine Bodenschätze birgt. Doch selbst das Gold, das die Mauren Sulliar nannten, kommt aus dem Boden und gab dem Ort seinen Namen. Damit sind aber nicht die weitläufigen Orangenplantagen von Sóller gemeint: Das Gold der Mauren war flüssig und stammte aus den Olivenhainen, die Sóller zur Zeit ihrer Herrschaft umgab. Ein „Tal des Goldes“ ist die Gegend um Sóller mit seinen enormen Gärten hort geblieben.
Andere Quellen leiten den Namen Sóller vom arabischen Wort für Muschel ab, und auch diese bildhafte Umschreibung des Ortes und seines Tales trifft zu. Umringt, inseleinwärts abgetrennt durch vier Tausender-Gipfel des Tramuntanagebietes, liegt Sóller wie die Schale einer Muschel am Meeresrand.
Am 11. Mai 1561 kam es zu einem Angriff und einer Plünderung Sóllers durch türkische Seeräuber.
Ende des 18. Jahrhunderts flohen französische Bauern, Händler, Winzer und Tuchmacher aus dem von der Revolution geschüttelten Frankreich hierher ins Tal und organisierten alsbald die Verschiffung von Südfrüchten nach Frankreich. Dort eröffneten meist Verwandte oder Bekannte der ausgewanderten Franzosen aus Sóller unter verheißungsvollen Namen Jardin de l’Espagne (Garten Spaniens) die ersten Südfruchtgeschäfte, die ein unabhängiges, genossenschaftliches Netz bildeten und sich bald über die Grenzen von Frankreich hinaus ausdehnten.

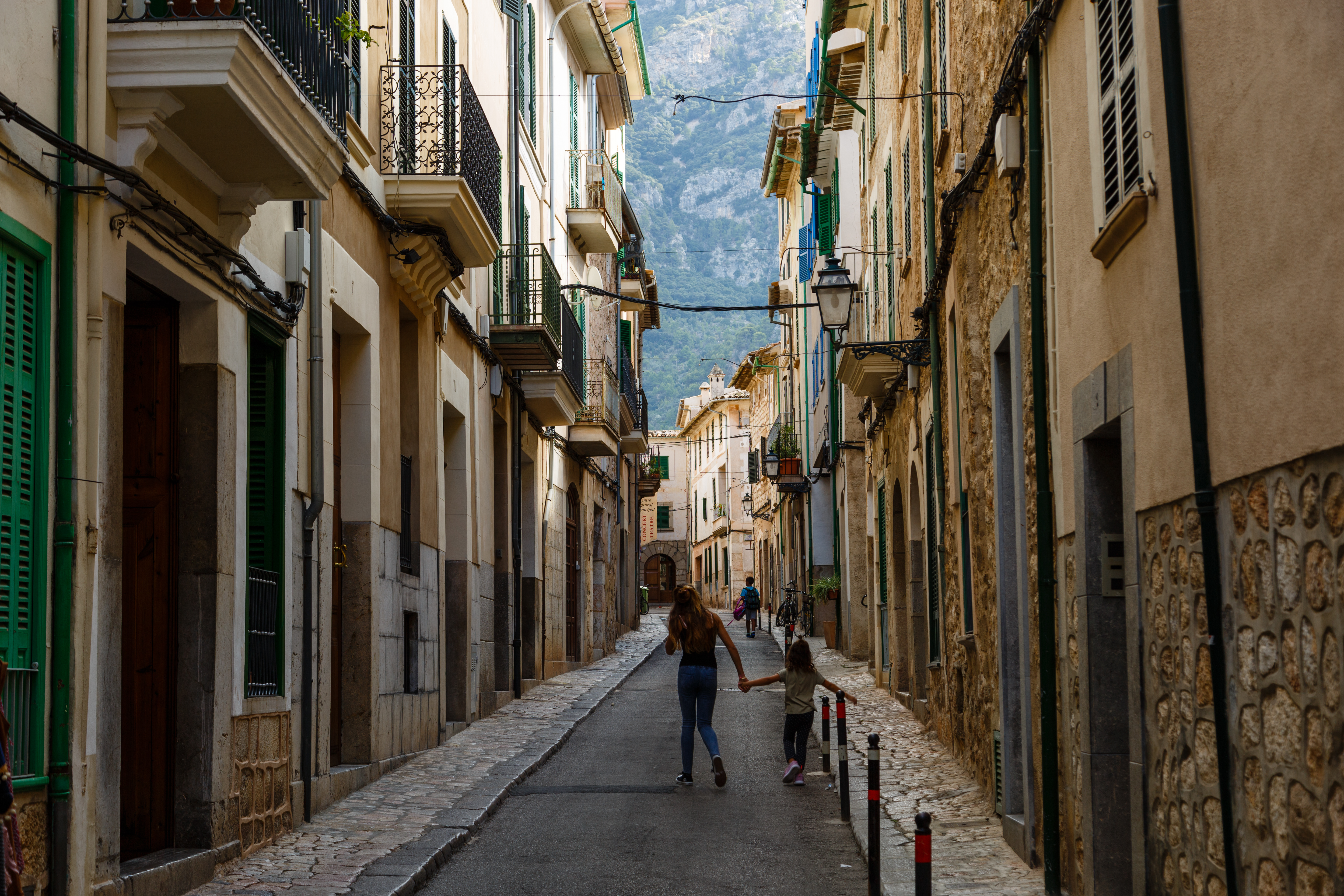
Altstadt von Sóller

„Roter Blitz“ in Sóller

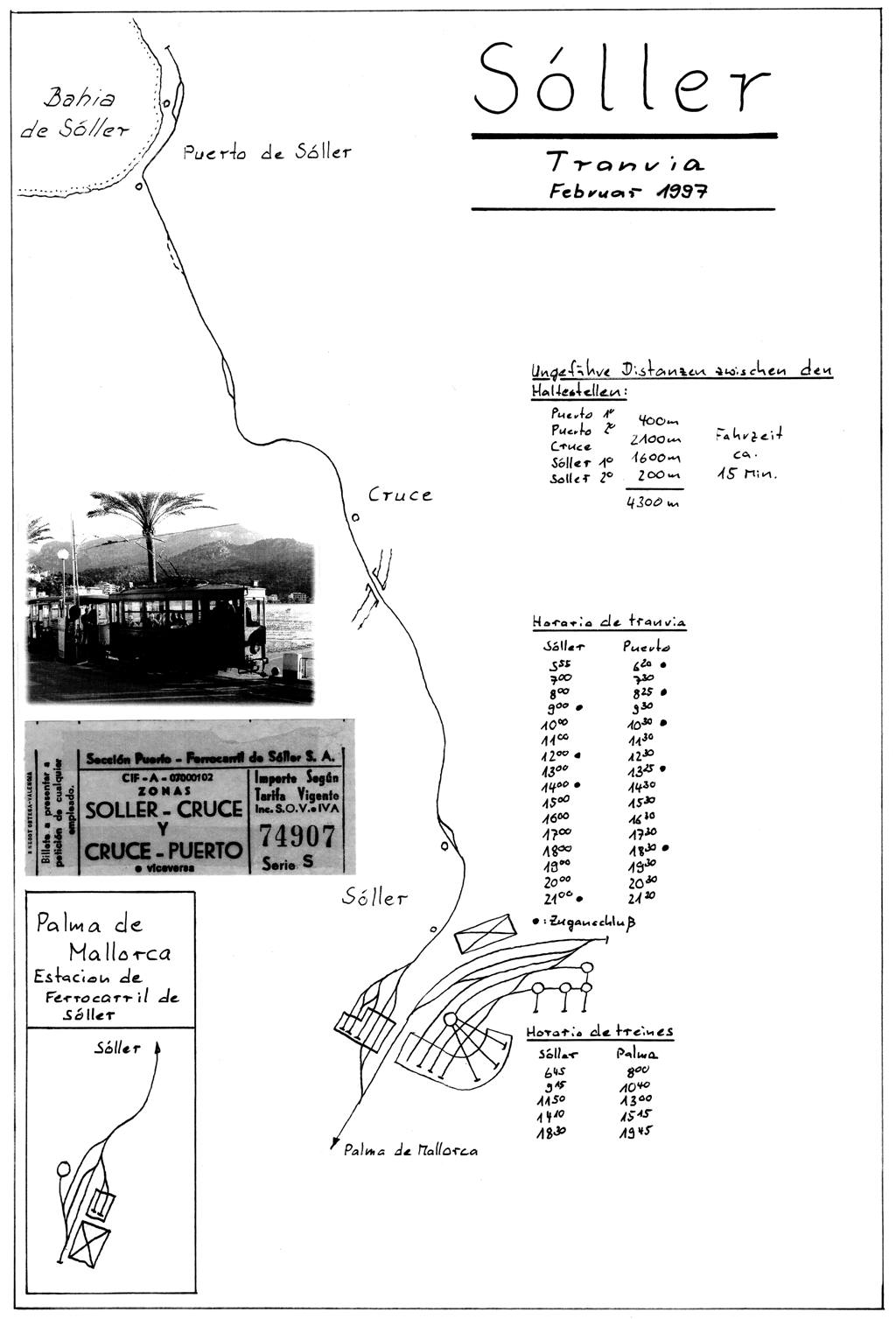
Verlauf der Straßenbahn

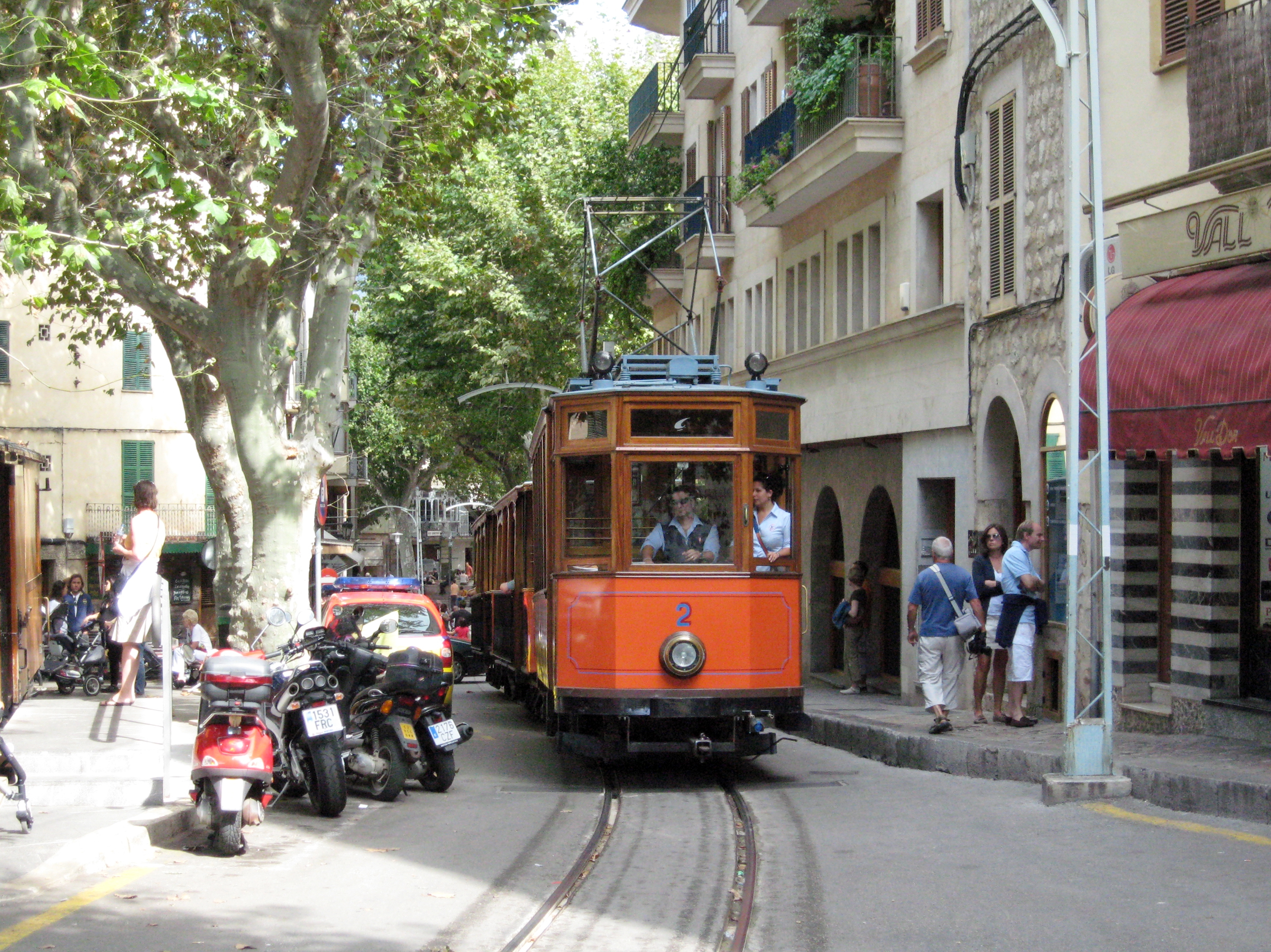
Straßenbahn in der Innenstadt

Was Sóller zunächst so reich und mächtig machte, verkehrte sich 1860 ins Gegenteil: Ein Schädling machte sich über die Bäume und Früchte her, Sóller verlor an Wohlstand und stürzte in eine tiefe Krise. Vor allem die Bauern traf dieses Schicksal und führte sie meist wenn nicht nach Frankreich, so doch ins Exil nach Lateinamerika: Kuba, Puerto Rico oder Venezuela.
Daher unterscheiden sich in Sóller die Hausfassaden so augenfällig und erzählen von den Fährnissen ihrer Erbauer. Die einen, die in der Krise geblieben sind und danach dank der Entdeckung des Vitamin C und der damit verbundenen Südfrüchtenachfrage wieder zu Wohlstand gelangten, haben ihren alten Stil perfektioniert: Fassaden aus Marès, elegante Toreinfahrten und Innenhöfe, kunstvolle Portale, Fensterstöcke und Schmiedeeisenarbeiten.
Die Heimkehrer aus der Karibik hingegen zeigten ihren zweiten Anlauf in Übersee auf andere Weise: Sie bauten Stadtpaläste im Kolonialstil, schwelgten in Neobarock und Klassizismus mit Säulen, Tempelgiebelchen, aufwendigen Fassaden aus Bruchstein und Verzierungen aus Schmiedeeisen, wie sie noch heute entlang der Gran Via, der Hauptstraße der Kleinstadt, zu sehen sind.
Die Rückkehrer aus dem europäischen Ausland ließen sich durch die Mode der Wende zum 20. Jahrhundert inspirieren, den katalanischen Modernisme, eine kulturelle Strömung, die parallel zum Jugendstil in Europa verlief. Zu Geld gekommene Bürger Sóllers ließen ihre repräsentativen Stadthäuser von katalanischen Architekten entwerfen, und auch die lokalen Architekten orientierten sich in erster Linie an Barcelona.
Neben Palma ist Sóller die zweitwichtigste Stätte des Modernisme auf der Insel Mallorca. Beispiele sind etwa die Fassade der Pfarrkirche Sant Bartomeu, die von Antoni Gaudís Schüler Joan Rubió i Bellver entworfen wurde, der auch die Vorderfront der Banco Central Hispano gestaltet hat, oder die Villa Ca’n Prunera (1909–1911) in der Straße Carrer de Sa Luna. Neben den städtebaulichen Folgen hatte die Krise noch einen positiven Aspekt: Eine Bank verwandelte ein bankrottes Landgut am Rande von Sóller, Camp d’en Prohom, in den einzigen botanischen Garten der Insel. Hier werden heute die Samen von 1700 autochthonen, also nur auf Mallorca heimischen, Pflanzen schockgefroren. Wie ein Botaniklehrbuch zeigen noch heute die Gärten in Sóller die Vorläuferpflanzen der verschiedenen Inselgewächse, darunter eine stattliche Anzahl von Heilpflanzen.
Bis die Bürger von Sóller im Jahre 1912 mit der berühmten Eisenbahn „Roter Blitz“, dem sogenannten Orangenexpress, einen vergleichsweise schnellen und bequemen Landweg schufen, war der Hafen von Port de Sóller das Nadelöhr nach außen und auch der wunde Punkt des Ortes. Denn die „Orangensegler“, wie man die Exportschiffe mit Kurs Frankreich nannte, hatten auch auf ihrem Rückweg in dessen geschützte und kreisrunde Bucht schwer geladen: Die Sollerics ließen sich aus Frankreich Möbel, Töpfe, Karren und Landwirtschaftsgeräte kommen. Angesichts der Trampelpfade über die Berge und des zehnstündigen Seeweges nach Palma war dieser „Ferneinkauf“ die einzige sinnvolle Alternative.
Wo Reichtum waltete, waren die Piraten nicht fern. 1561 wurde der gesamte Hafenbereich durch Piraten in Schutt und Asche gelegt. Dies veranlasste die Bürger, ein trutziges Bollwerk auszubauen. Dass man nach dem Ausbau die Angriffe abwehren konnte, feiern Sóller und Port de Sóller jedes Jahr am 2. Wochenende im Mai mit dem Historienspiel Moros i Christians, bei dem die Schlachten in den Straßen der Stadt nachgestellt werden. Im Hafen ging es nie um die Schönheit, sondern um Sicherheit. Die Bucht ist beinahe ein perfekter Kreis – zu beiden Seiten der Einfahrt flankiert von Wehranlagen und Leuchttürmen.
1995 kam es beim Neubau der Tunnelverbindung zu einem Bestechungsskandal, infolge dessen der damalige Präsident der Balearenregierung, Gabriel Canyellas, zurücktreten musste. Trotz des Protestes einiger Bürger wurde der Bau 1995 mit der Tunnelbohrung begonnen. Die alte Strecke mit 36 Kurven, die sich über den 500 Meter hohen Pass Coll de Sóller zieht, kann nach Fertigstellung des Tunnels weiter genutzt werden. Die Einheimischen sagen noch heute: „Die Talschüssel des Goldes hat einen Sprung bekommen“.
| Jahr      | 1842  | 1877  | 1887  | 1900  | 1910  | 1920   | 1930  | 1940   | 1950  | 1960  | 1970  | 1981  | 1991   | 2001   | 2011   |
| --------- | ----- | ----- | ----- | ----- | ----- | ------ | ----- | ------ | ----- | ----- | ----- | ----- | ------ | ------ | ------ |
| Einwohner | 7.212 | 8.340 | 8.594 | 8.890 | 9.828 | 10.347 | 9.881 | 10.557 | 9.279 | 9.444 | 9.875 | 9.563 | 10.238 | 10.961 | 14.148 |

## Kultur und Sehenswürdigkeiten

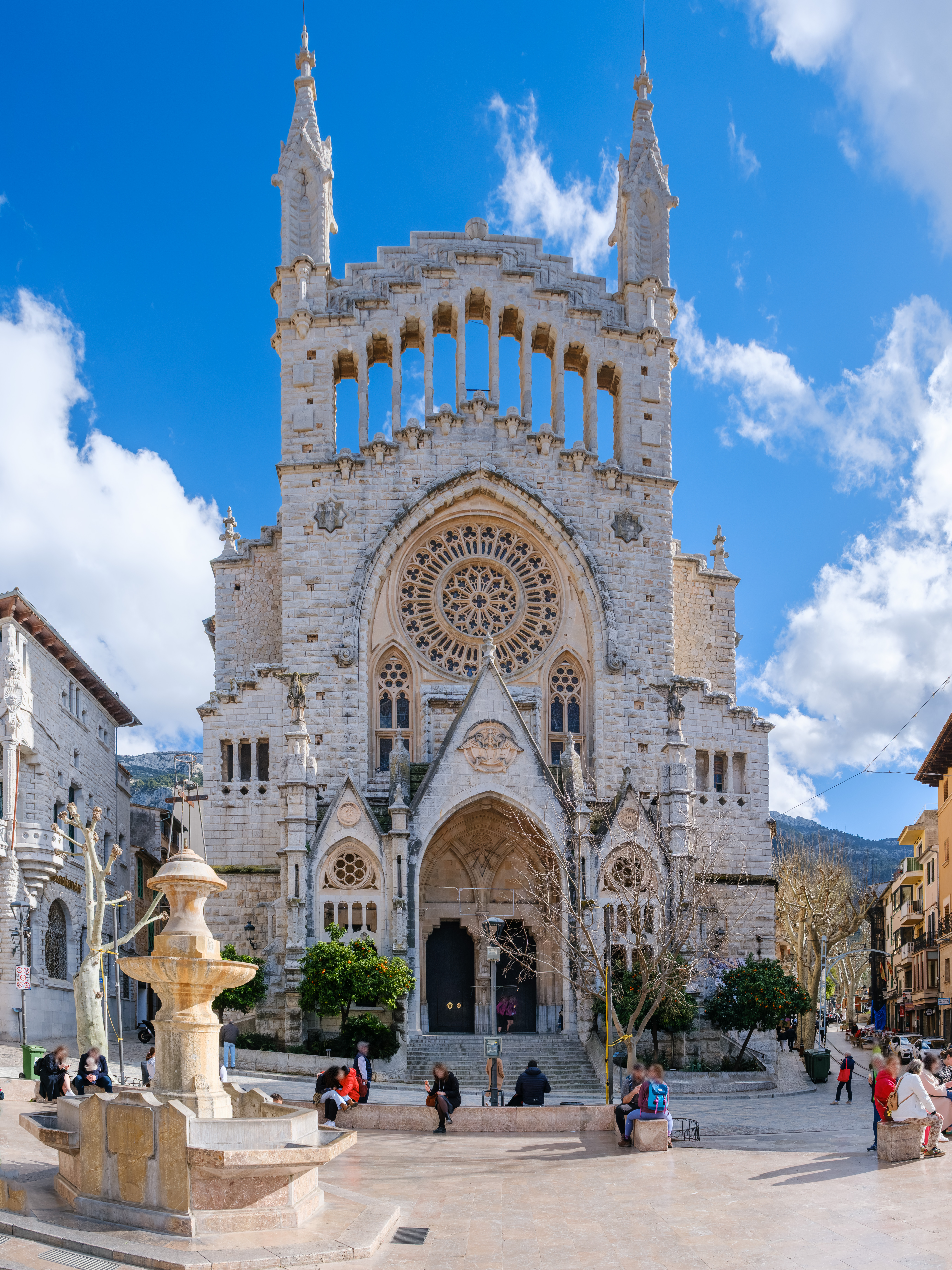
Sant Bartomeu, März 2025

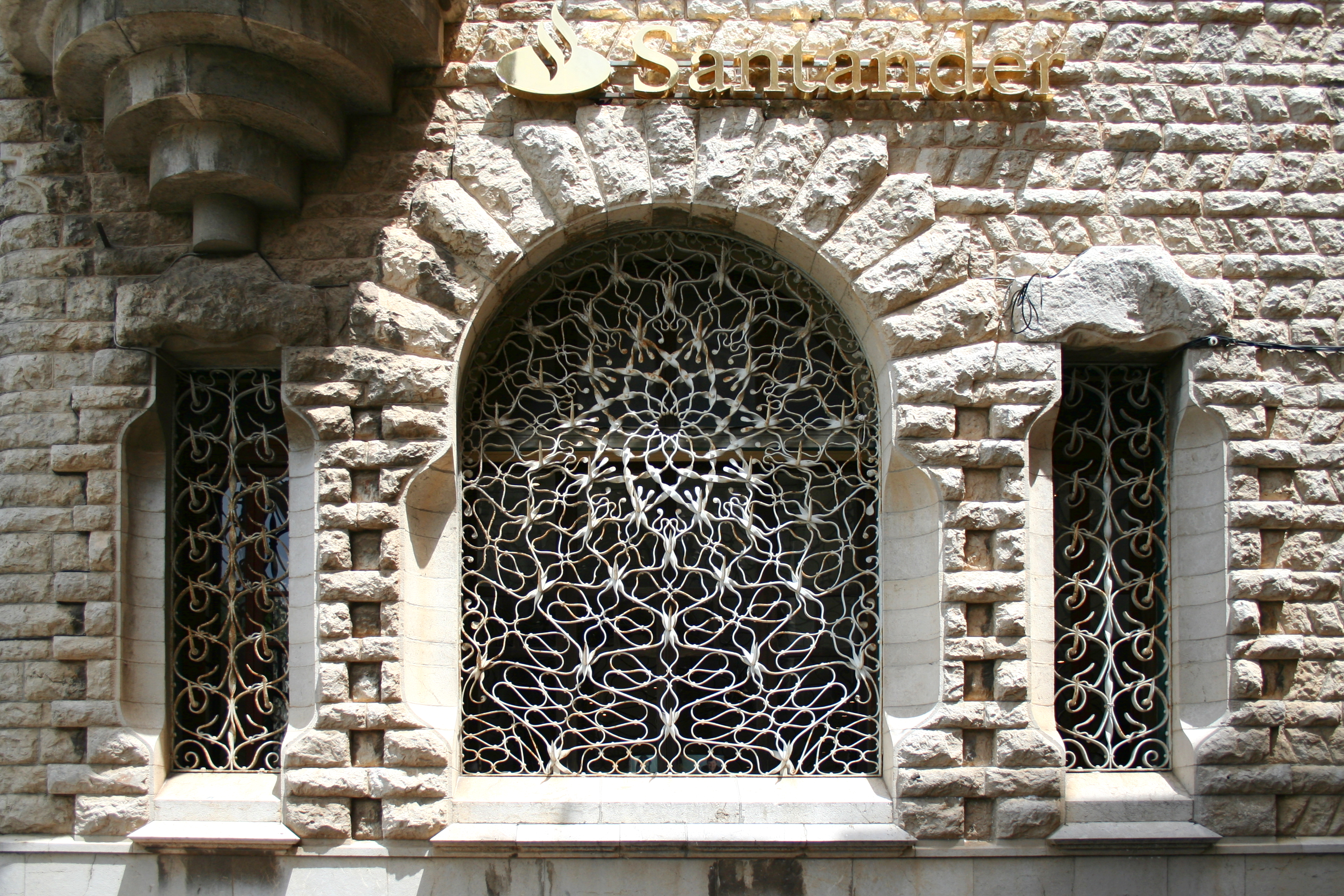
Fenster der Banco de Sóller

- Sehenswert ist die Pfarrkirche Sant Bartomeu (span.: San Bartolomé), die sich an der Plaça Constitució im Stadtzentrum befindet. Sie wurde vor 1236 erbaut und im Laufe der Jahrhunderte mehrfach verändert. Es sind noch Reste romanischer Tore und Fenster sowie von Befestigungsmauern aus dem 16. Jahrhundert erkennbar. Heute präsentiert sich die Kirche in barocker Gestalt (1688–1733) mit einem neugotischen Glockengiebel, der jedoch nur noch der Zierde dient. Die modernistische Fassade wurde im Jahr 1904 von dem Katalanen Joan Rubió i Bellver, einem Schüler Gaudís, entworfen und mit einer Fensterrose versehen.

- Die modernistische Fassade des Banco de Sóller, des Bankgebäudes direkt neben der Kirche, wurde im Jahr 1889 ebenfalls von Joan Rubió i Bellver entworfen.
- Das Stadtbild wird von Patrizierhäusern aus dem 17. und 18. Jahrhundert geprägt. Im ethnologischen Museum der Stadt, der Casal de Cultura (1740) im Carrer de Sa Mar, kann man traditionelle Einrichtungsgegenstände, Kleidung, Handwerkszeug, Instrumente, archäologische Funde, Gemälde der dauernden Ausstellung – u. a. einen Picasso – sowie wechselnde Ausstellungen besichtigen.
- Auf der Plaça d’Espanya (kastilisch: Plaza de España; Ende des 19. Jahrhunderts) befindet sich ein Kriegerdenkmal (Gabriel Alomar, 1940) für die Gefallenen des spanischen Bürgerkrieges.
- Am Bahnhof von Sóller, 1911–1912 aus dem Can Mayol von 1606 umgebaut, erinnert eine Gedenktafel an Jeroni Estades, den Initiator der Sóller-Bahn. Seit kurzem werden in den renovierten Innenräumen des Bahnhofs Werke von Joan Miró, dessen Mutter aus Sòller stammte, und Pablo Picasso ausgestellt. Fotos, die beide Künstler gemeinsam zeigen, schmücken die ehemalige Wartehalle.
- Am südlichen Ortsrand von Sóller befinden sich das Naturwissenschaftliche Museum und der Botanische Garten Sóller (Museu Balear Ciéncies Naturals i Jardí botànic de Sóller). Der Botanische Garten beherbergt rund 1300 Pflanzenarten, etwa die Hälfte davon ist auf den Balearen heimisch. Er wurde im Mai 1992 eröffnet.[5]

### Feste
Neben den traditionellen Feiertagen, die in ganz Spanien und in Mallorca begangen werden, finden in Sóller jährlich drei weitere nennenswerte Veranstaltungen statt:
- Am 17. Januar des Jahres wird das Fest San Antonio gefeiert, welches in ganz Spanien populär ist.
- Im Februar finden die Karnevalsumzüge Sa Rua und Sa Rueta statt.
- 2. Maiwoche: Fiesta de Moros y Cristianos, in deren Verlauf die Schlacht zwischen den Mauren und Christen nachgespielt wird, bei der die Christen Sóller zurückeroberten.[6]
- Juli: Das internationale Folklore-Festival Sa Mostra findet über eine Woche Dauer seit 1980 statt.
- Ende August: Fiesta de Sant Bartomeu mit einer spektakulären Noche de Fuego („Nacht des Feuers“).

### Markt
Die Markthalle ist von Montag bis Samstag von 9 bis 13 Uhr geöffnet. Der Wochenmarkt mit regionalen Produkten findet jeden Samstag von 8 bis 13 Uhr vor der Markthalle statt.

### Umgebung
- Im Gemeindegebiet von Sóller steht auf der Finca Cas Avinyons am Camino de Muleta der sehr alte Olivenbaum Es Camell und in der Mitte der Schlucht östlich von Biniaraix der ebenfalls jahrhundertealte Olivenbaum Sa Madona des Barranc.[7]

## Wirtschaft und Infrastruktur

### Wirtschaft

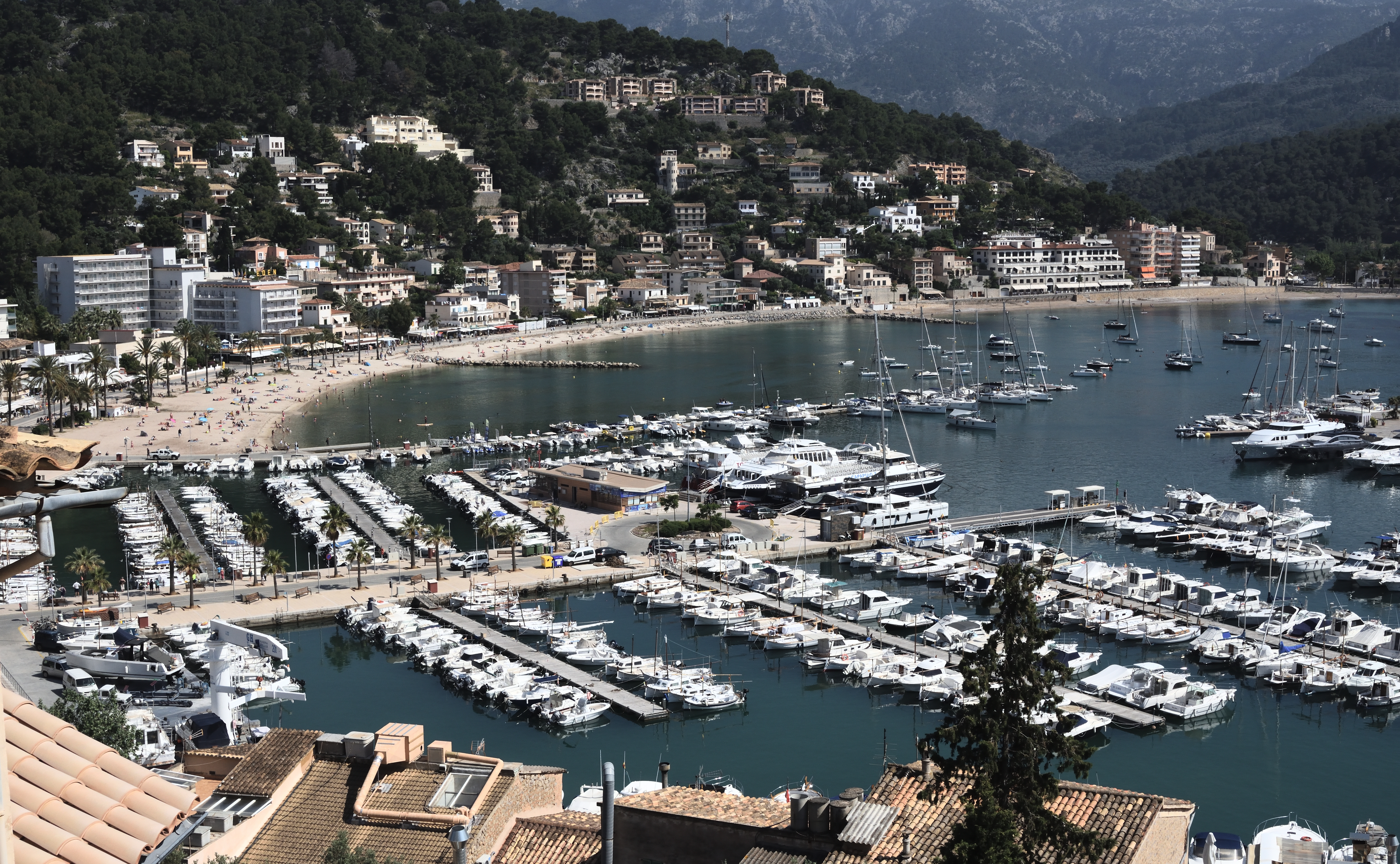
Port de Sóller

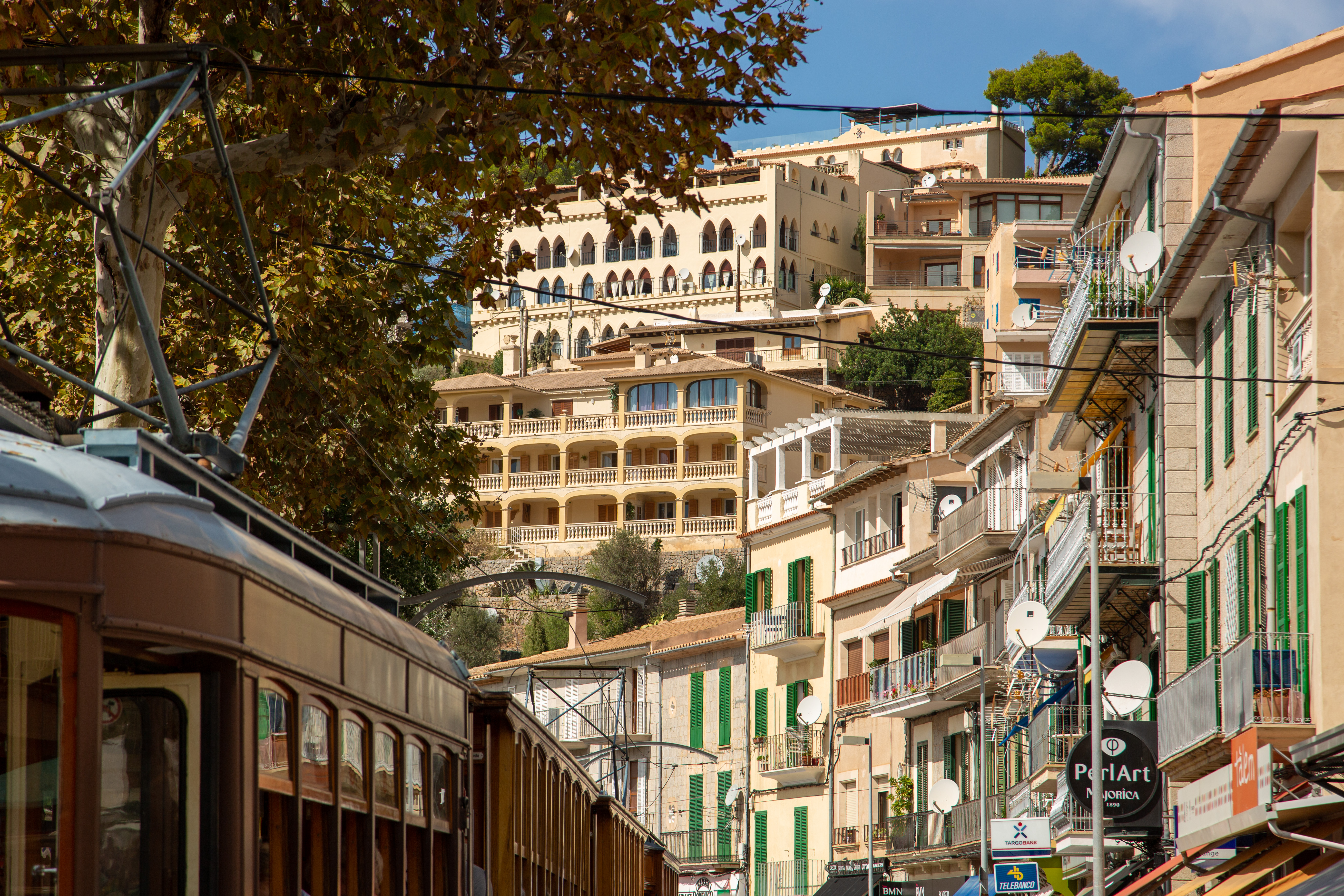
Dichte Bebauung in der Altstadt

Die Wirtschaft beruht heute im Wesentlichen auf dem Tourismus und der traditionellen Landwirtschaft (Orangenanbau, Oliven, Zitrusfrüchte sowie Obst- und Gemüseanbau). Sóller und seine Wirtschaft waren bis weit ins 20. Jahrhundert hinein ohne Orangen nicht denkbar.

### Verkehrsanbindung

#### Übersicht
Sóller ist durch eine Bahnstrecke und die gut ausgebaute Straße MA-11, die nahezu parallel zur Bahnstrecke verläuft und durch einen Tunnel führt, an das Verkehrsnetz der Insel angebunden. Daneben gibt es noch die kurvenreiche alte ursprüngliche Landstraße über den Pass Coll de Sóller, die Sóller mit Palma verbindet. 

#### Bahnstrecke nach Palma
Die 1912 von Siemens-Schuckert errichtete Eisenbahn zwischen Palma de Mallorca und Sóller wird von der privaten Gesellschaft Ferrocarril de Sóller als touristischer Anziehungspunkt noch immer mit historischen Eisenbahnwaggons befahren. Sie wird im Volksmund „Orangenexpress“ genannt, da damit früher die geernteten Orangen auf dem schnellsten Weg transportiert werden konnten. Das Empfangsgebäude des Bahnhofs gilt als das älteste der Welt: Es wurde im 17. Jahrhundert als Villa errichtet und später zum Empfangsgebäude umgenutzt.

#### Straßenbahn nach Port de Sóller

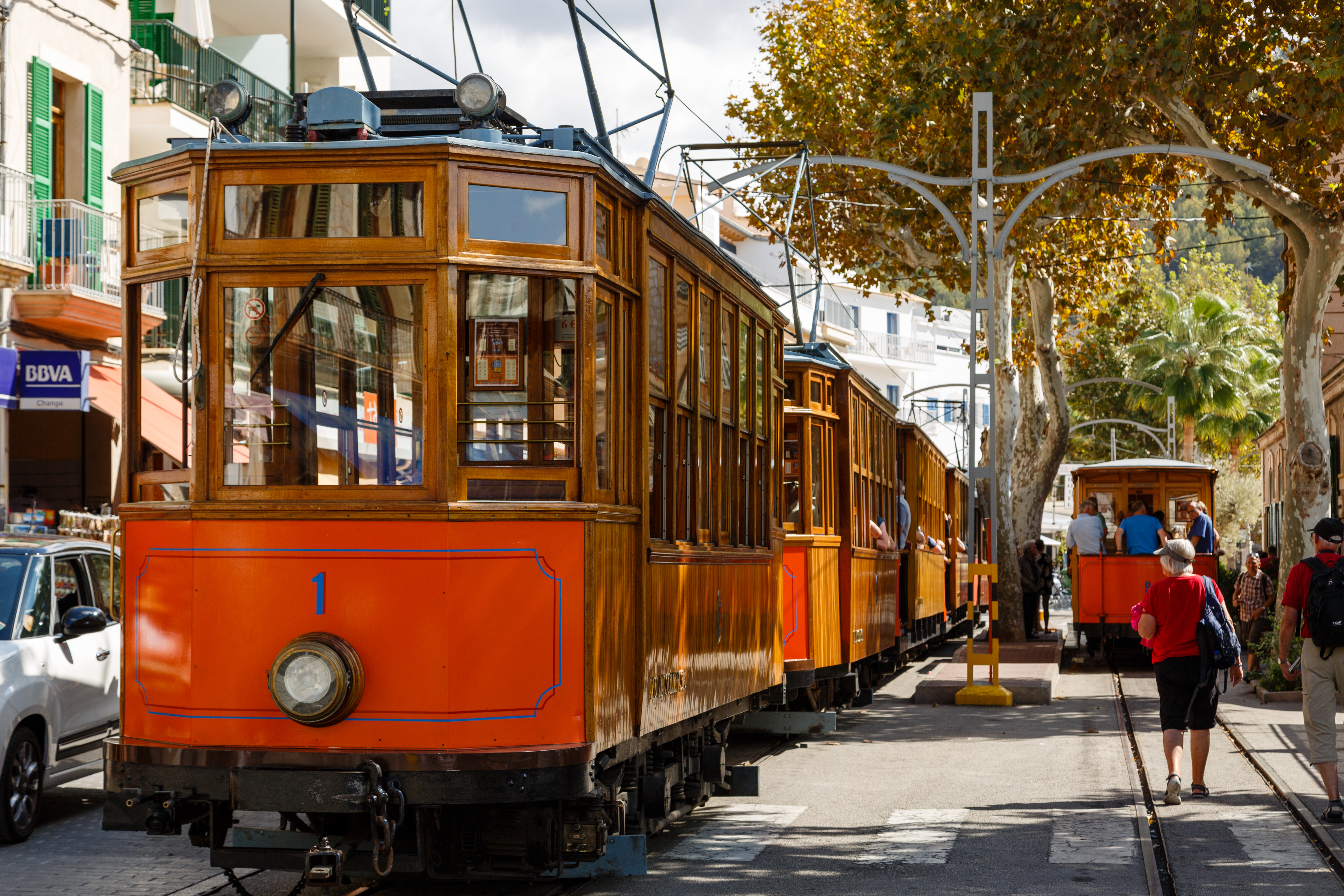
Die historische Straßenbahn verbindet Sóller mit dem Hafen von Port de Sóller

Von dort fährt eine historische Straßenbahn (Museumsbahn) weiter zum Hafen Port de Sóller. Wie die Bahnlinie wurde sie von der deutschen Firma Siemens-Schuckert gebaut. Heute befördert sie gemächlich hauptsächlich Touristen. Haltewünsche werden noch durch „Leine ziehen“ kundgemacht, wodurch eine Glocke angeschlagen wird.
Siehe auch: Schienenverkehr auf Mallorca

## Wanderwege

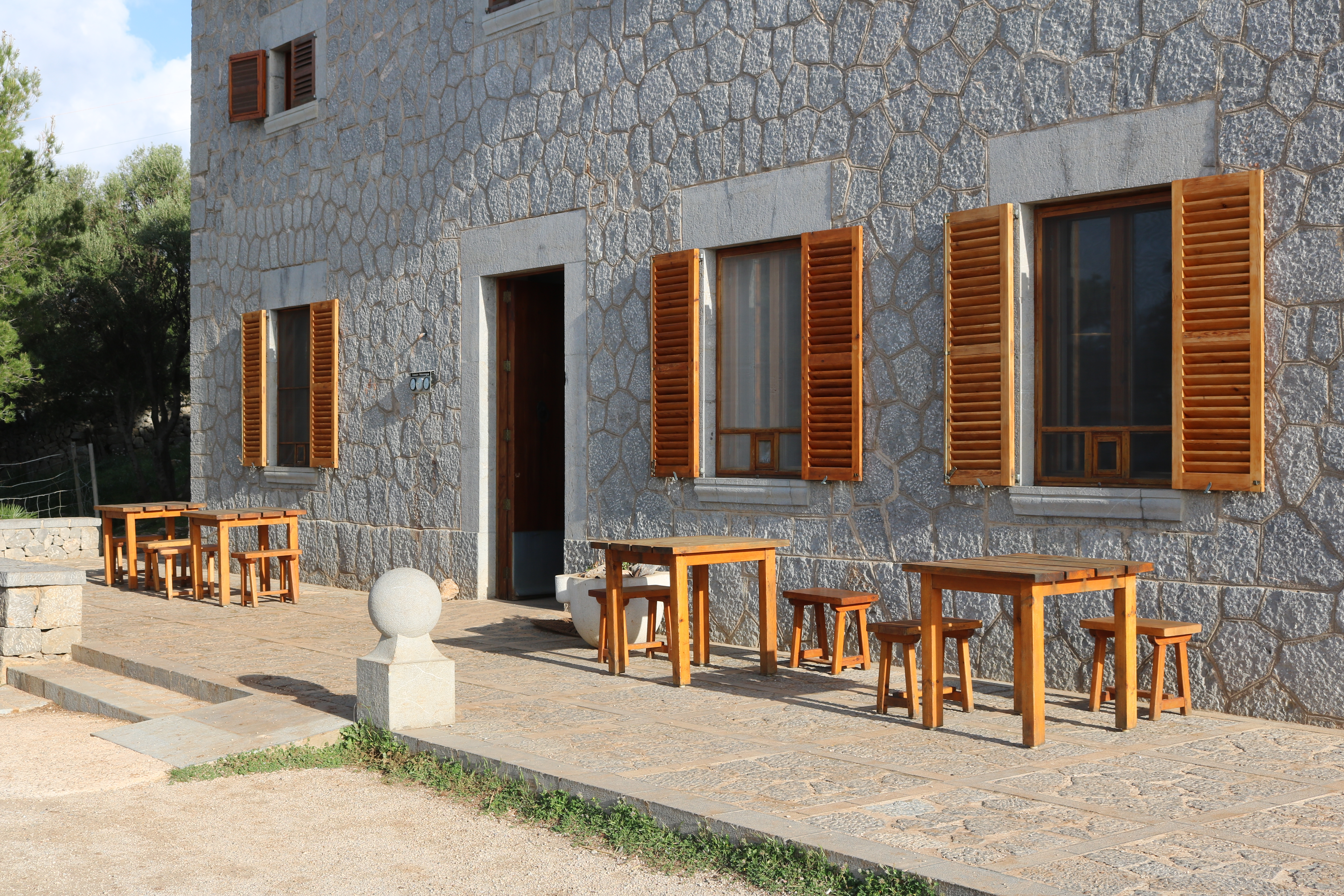
Wanderherberge Refugi de Muleta

Sóller ist ein beliebter Standort für Wanderungen durch die Serra de Tramuntana. Der Ort liegt am Fernwanderweg GR 221, der das Mittelgebirge der Länge nach vom äußersten Südwesten bis nach Port de Pollença im Nordosten durchquert. Wanderer finden in der Wanderherberge Refugi de Muleta oberhalb des Hafens von Port de Sóller eine günstige Übernachtungsmöglichkeit, im Ortszentrum von Sóller gibt es darüber hinaus weitere auf Tagesgäste eingestellte Unterkünfte. In nordöstlicher Richtung wird nach einer Gehzeit von 5½ Stunden die Berghütte Refugi de Tossals Verds erreicht, nach Südwesten kommt man in etwa sechs Stunden nach Deià.
Halb- oder Ganztageswanderungen können u. a. in den Barranc de Biniaraix, nach Fornalutx, zum Mirador de ses Barques, zur Jugendstilkapelle Sa Capelleta und in den Weiler Sa Figuera westlich von Port de Sóller unternommen werden.

## Städtepartnerschaft
- 2017 mit Port-Vendres

## Sóller in Literatur und Märchen
In Sóller spielt das Märchen Der Teufel von Sóller, in dem eine schöne und reiche Frau alle Freier abweist und letztlich fast den Teufel heiratet. Es gelingt ihr jedoch, ihn zu enttarnen. Sie und ihre Mutter fangen den Teufel dann in einer Glasflasche, die sich noch heute im Museum der Stadt befinden soll.

## Persönlichkeiten
- Pere Antoni Serra Bauzà (1928–2018), Verleger
- Albert Hauf (* 1938), Philologe, Historiker und Literaturkritiker
- Antoni Lluís Adrover (* 1982), Fußballspieler